# Maijoonjärvi
Maijoonjärvi är en sjö i kommunen Villmanstrand i landskapet Södra Karelen i Finland. Arean är 42 hektar och strandlinjen är 3,82 kilometer lång. Sjön  ingår i Juustila ås huvudavrinningsområde.   Den ligger omkring 22 kilometer öster om Villmanstrand och omkring 220 kilometer öster om Helsingfors. 